# Будище-Усолуси
Будище-Усолуси (Усолуські Будища, пол. Budyszcze, рос. Усолусские Будища, Будыще-Усолусы) — колишня колонія у Барашівській волості Житомирського і Коростенського повітів Волинської губернії та Усолусівській і Будо-Бобрицькій сільських радах Барашівського району Коростенської й Волинської округ, Київської області.

## Населення
Наприкінці 19 століття кількість населення становила 44 особи, дворів — 7, у 1906 році кількість мешканців становила 41 особу, дворів — 6, на 1923 рік — 5 дворів та 41 мешканець.

## Історія
Наприкінці 19 століття — сільце Барашівської волості Житомирського повіту, за 65 верст від Житомира.
У 1906 році — колонія Барашівської волості (1-го стану) Житомирського повіту Волинської губернії. Відстань до повітового та губернського центру, м. Житомир, становила 59 верст, до волосного центру, с. Бараші — 16 верст. Найближче поштово-телеграфне відділення розташовувалося в Горошках.
У березні 1921 року, в складі волості, увійшла до новоствореного Коростенського повіту Волинської губернії. У 1923 році включена до складу новоствореної Усолусівської сільської ради, яка, від 7 березня 1923 року, увійшла до складу новоутвореного Барашівського району Коростенської округи. Розміщувалася за 16 верст від районного центру, с. Бараші, та 2 версти до центру сільської ради, с. Усолуси. 8 жовтня 1924 року, відповідно до рішення Волинської ГАТК (протокол № 10/5), урочище передане до складу Будо-Бобрицької сільської ради Барашівського району. 20 червня 1930 року, в складі сільської ради, колонію включено до Пулинського району, 17 жовтня 1935 року — до складу Барашівського району Київської області.
Знята з обліку до 1 жовтня 1941 року.